# Rok Chopinowski

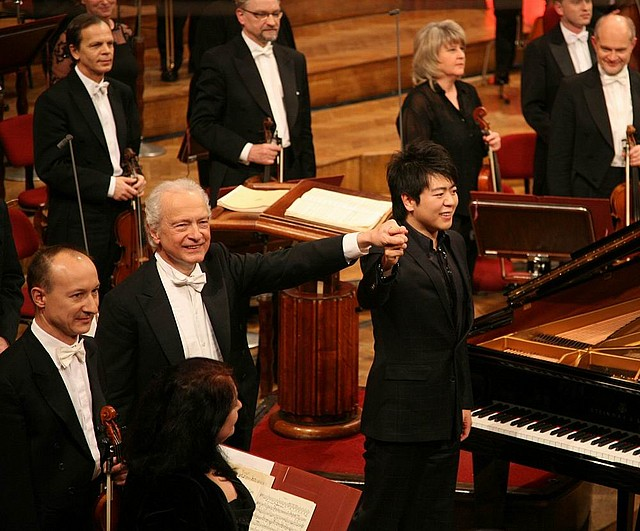
Otwarcie Roku Chopinowskiego w Warszawie

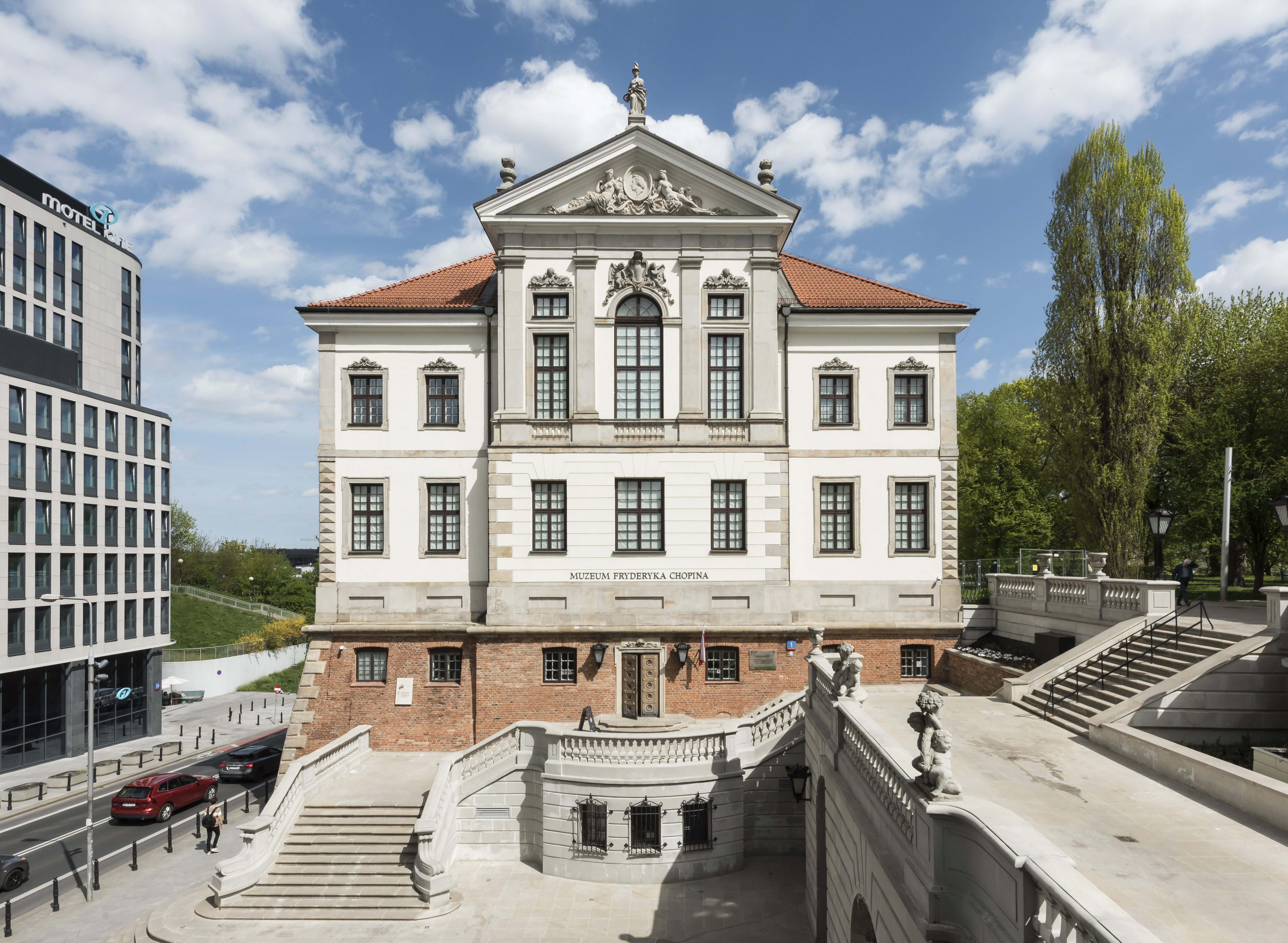
Muzeum Fryderyka Chopina w Warszawie w Zamku Ostrogskich

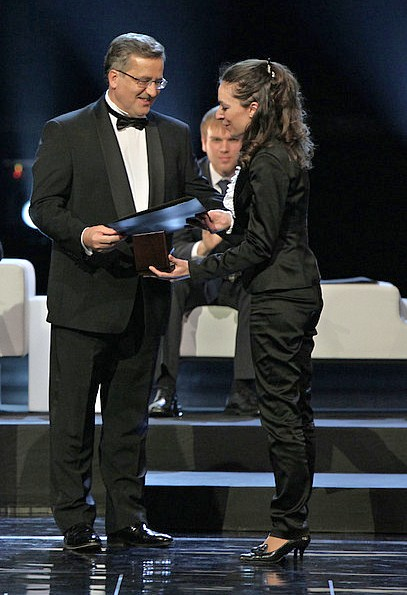
XVI Międzynarodowy Konkurs Pianistyczny im. Fryderyka Chopina – prezydent Bronisław Komorowski wręcza główną nagrodę zwyciężczyni konkursu Juliannie Awdiejewej

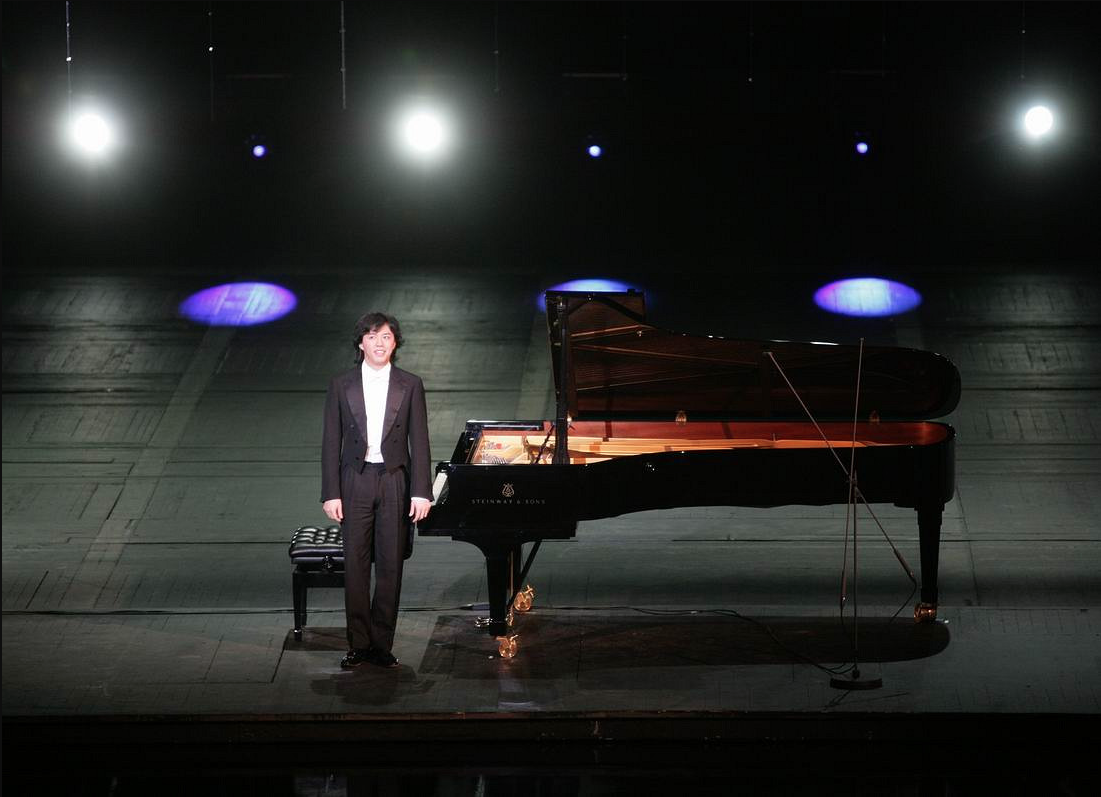
Yundi występuje na koncercie galowym w Teatrze Wielkim – Operze Narodowej w Warszawie 1 marca 2010, z okazji 200. rocznicy urodzin Fryderyka Chopina

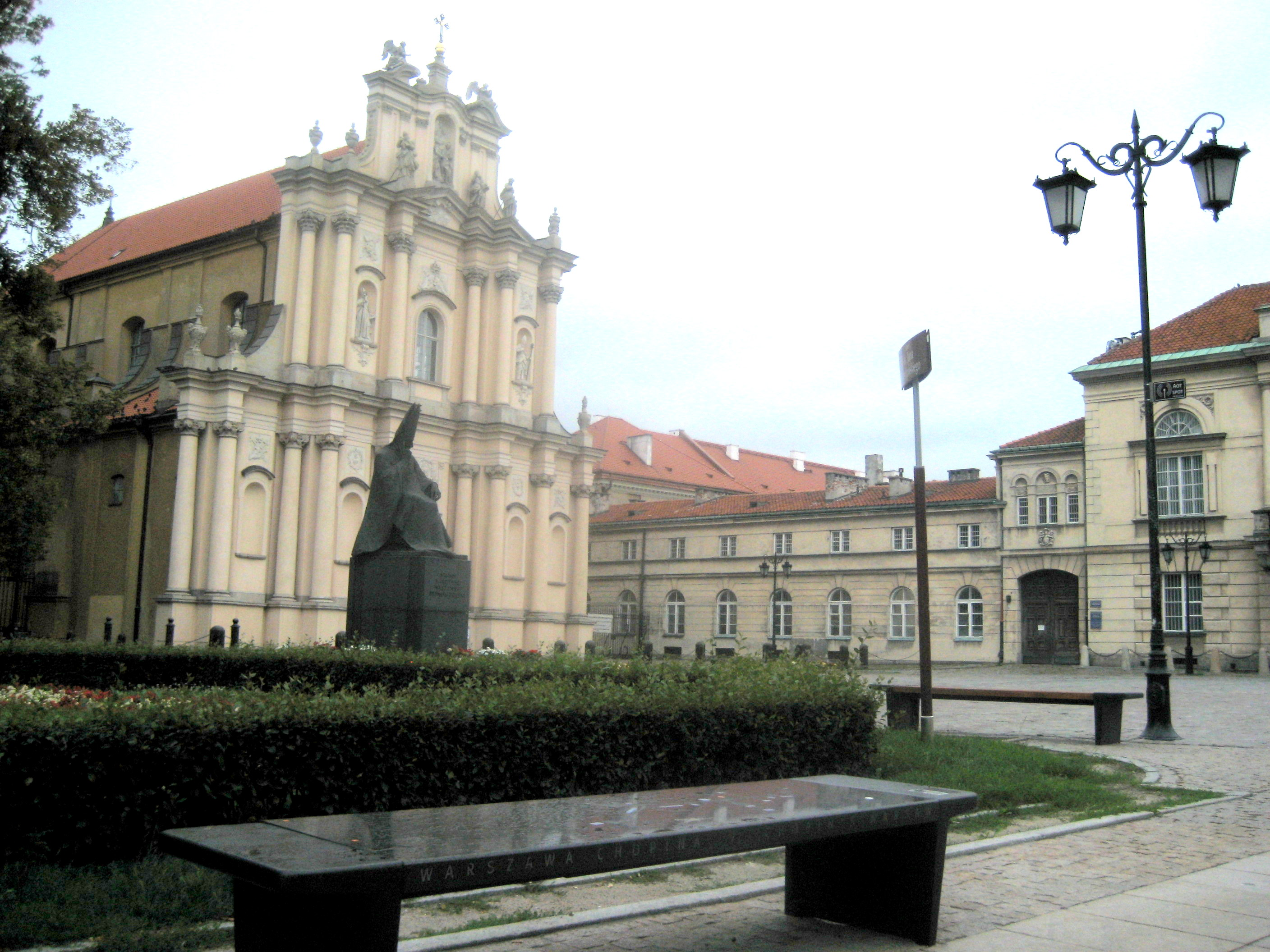
Krakowskie Przedmieście przy kościele ss. Wizytek, jedna z ławeczek wygrywających kompozycje Chopina

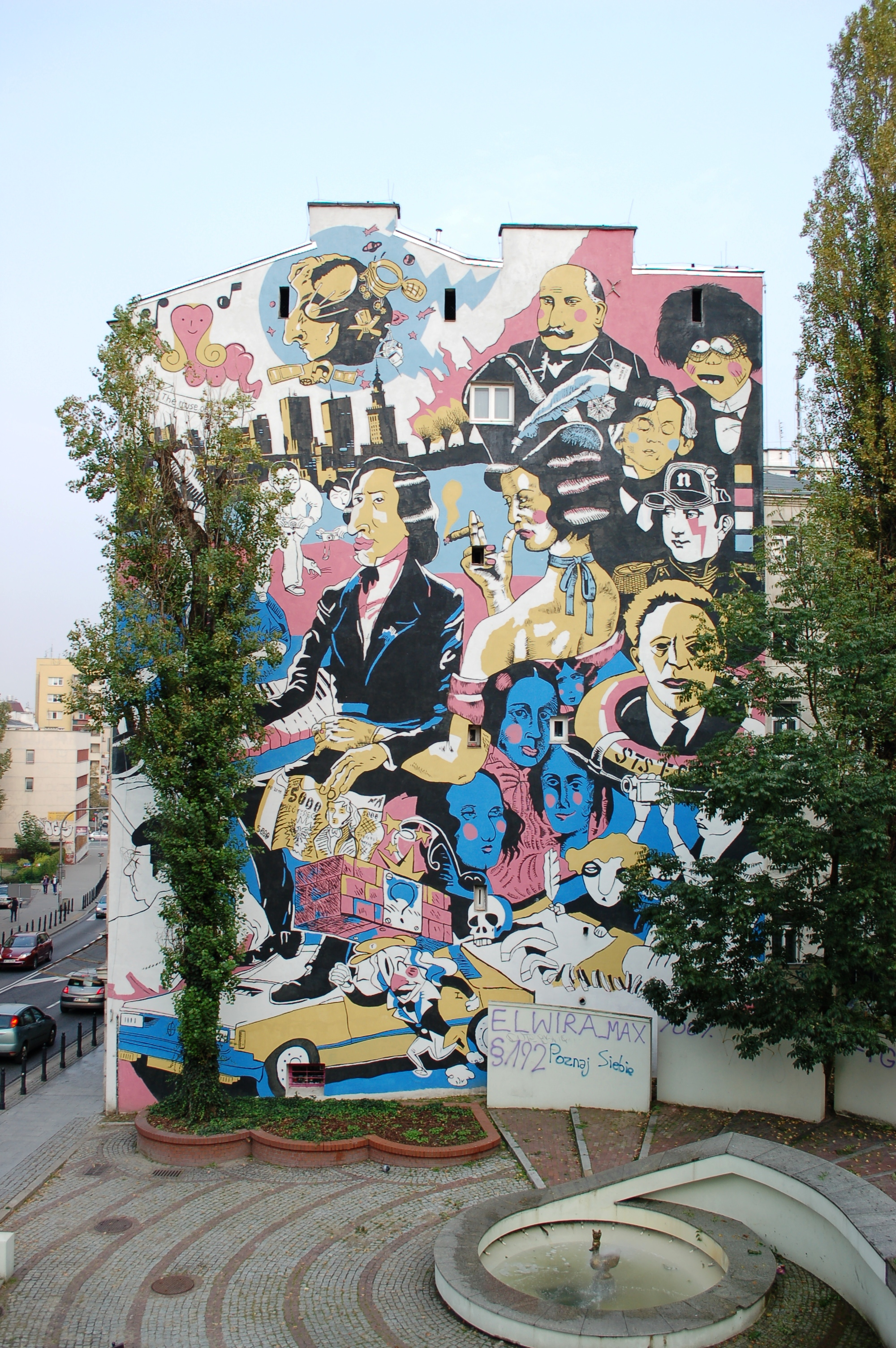
Mural przy ul. Tamka, przy Zamku Ostrogskich

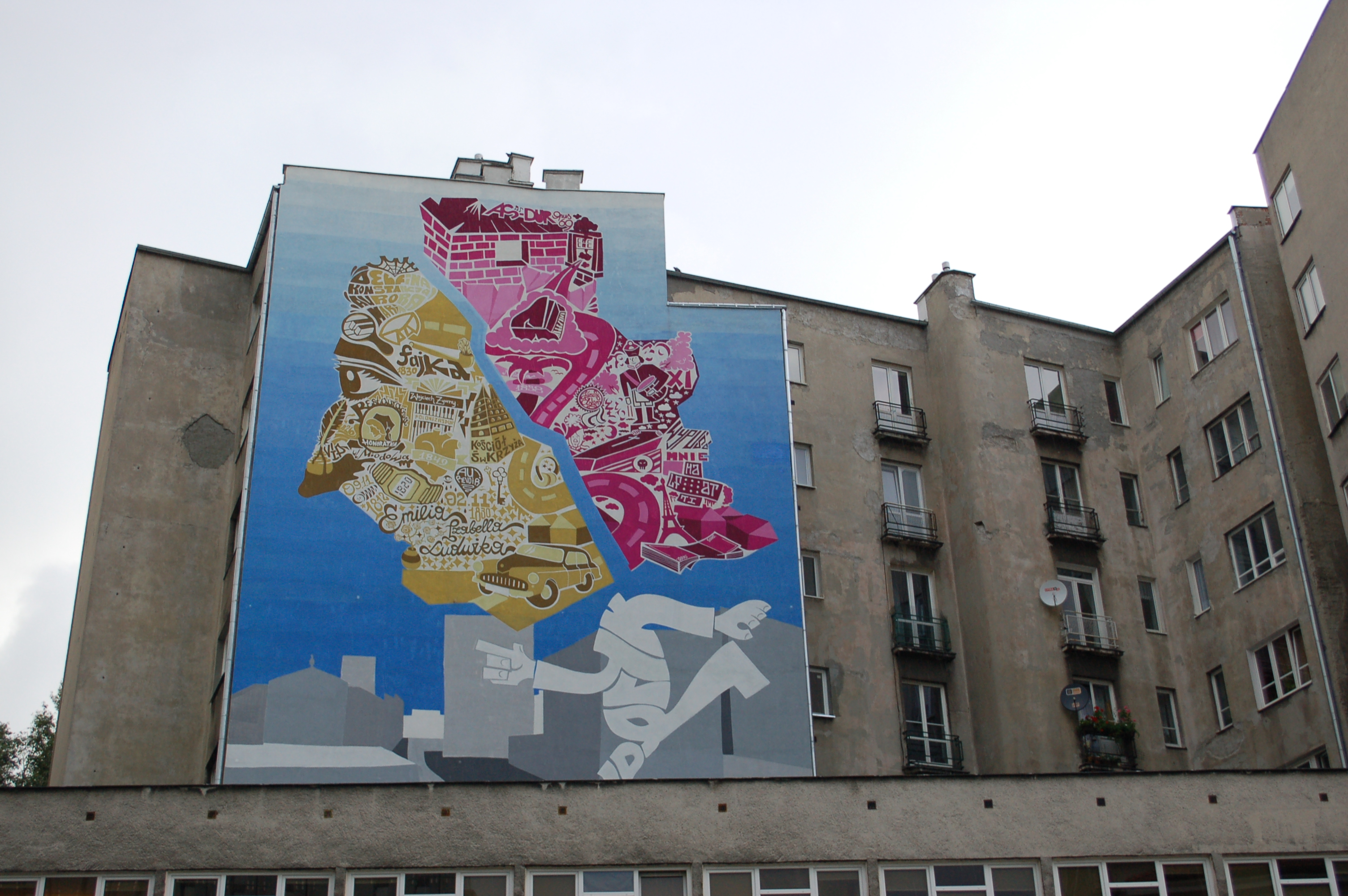
Mural przy ul. Tamka, naprzeciwko Muzeum Fryderyka Chopina

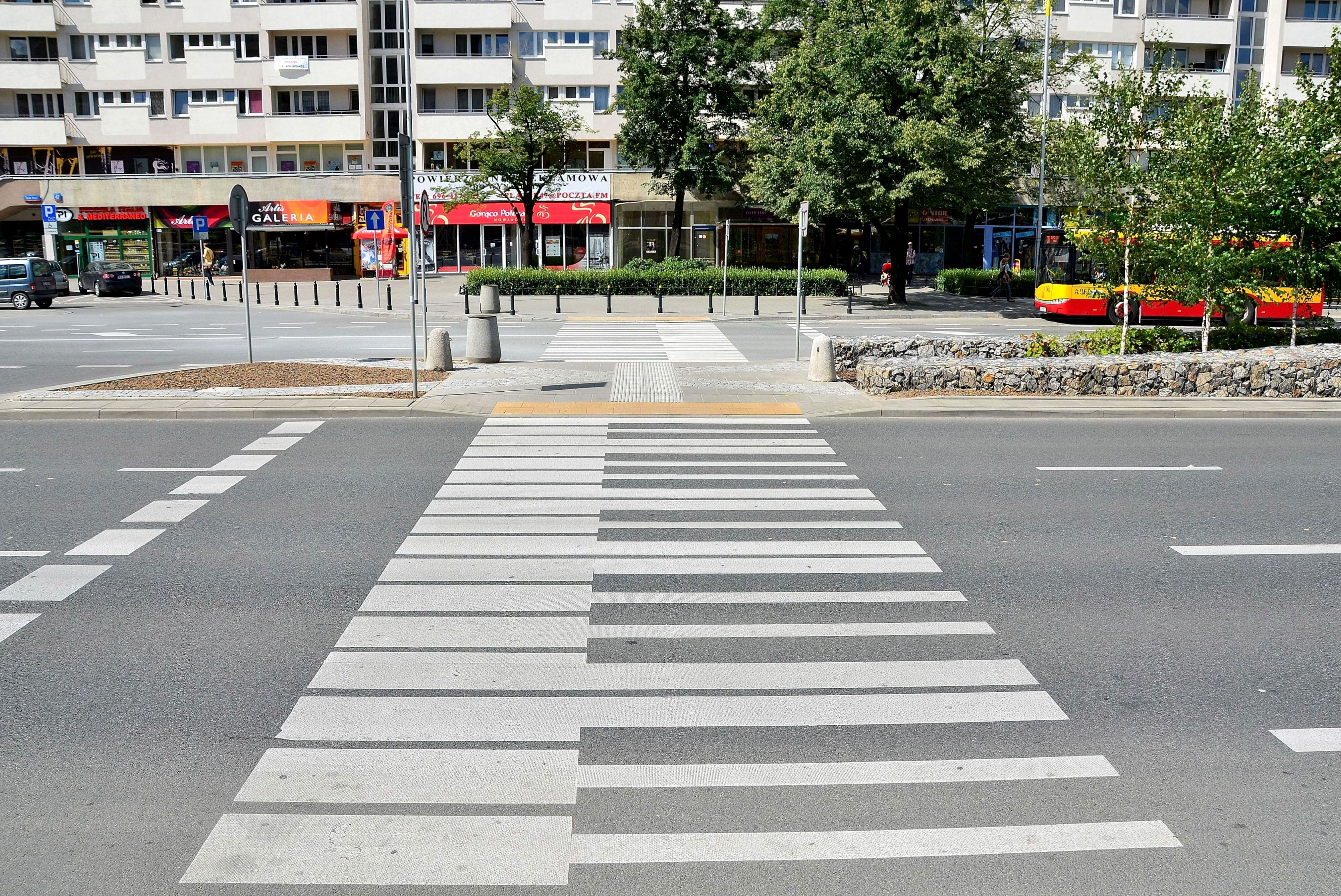
Przejście dla pieszych w formie klawiatury fortepianu na ul. Emilii Plater

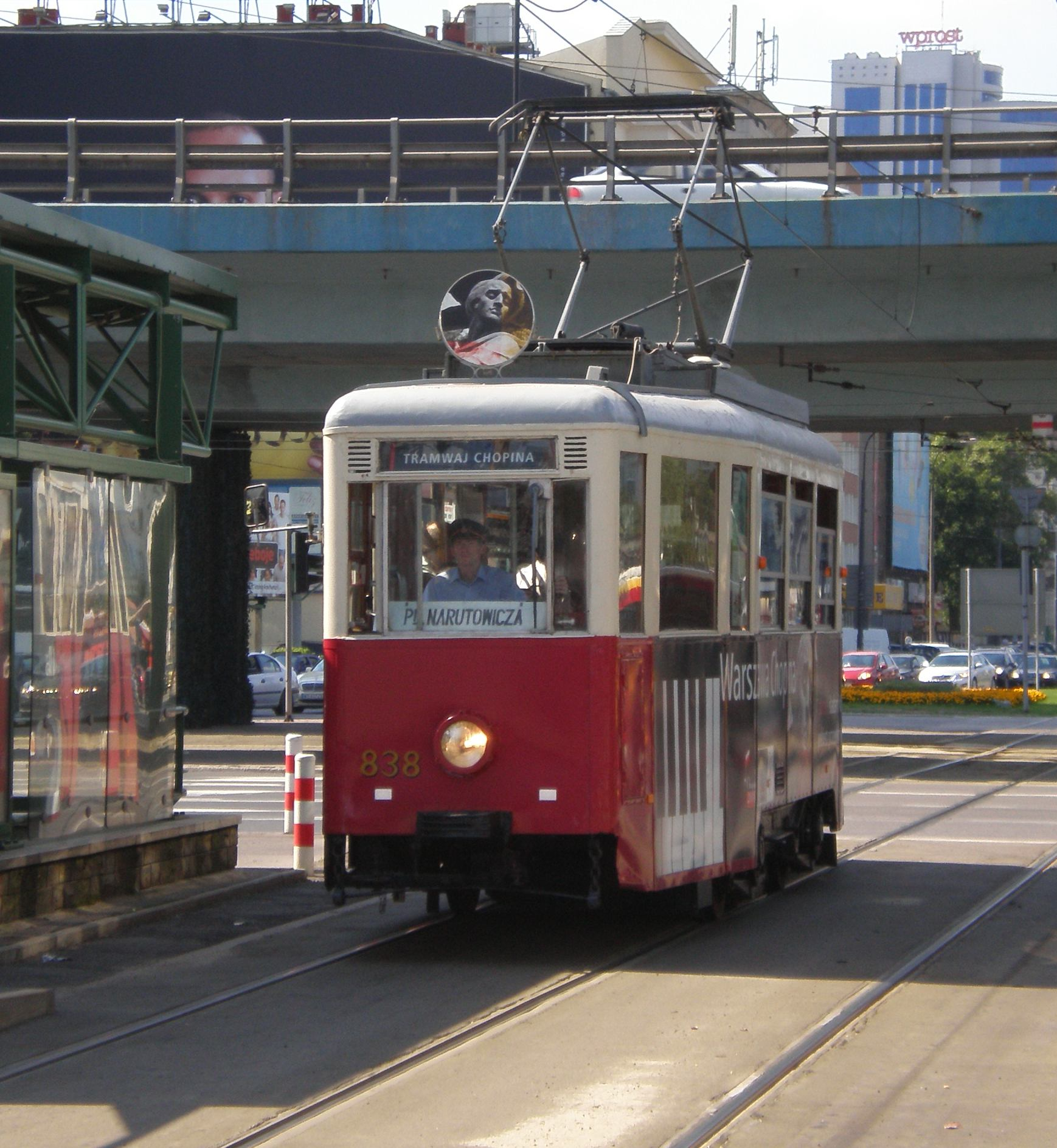
Tramwaj Chopinowski (wagon 4Nj) kursujący od czerwca do września 2010 na linii turystycznej T

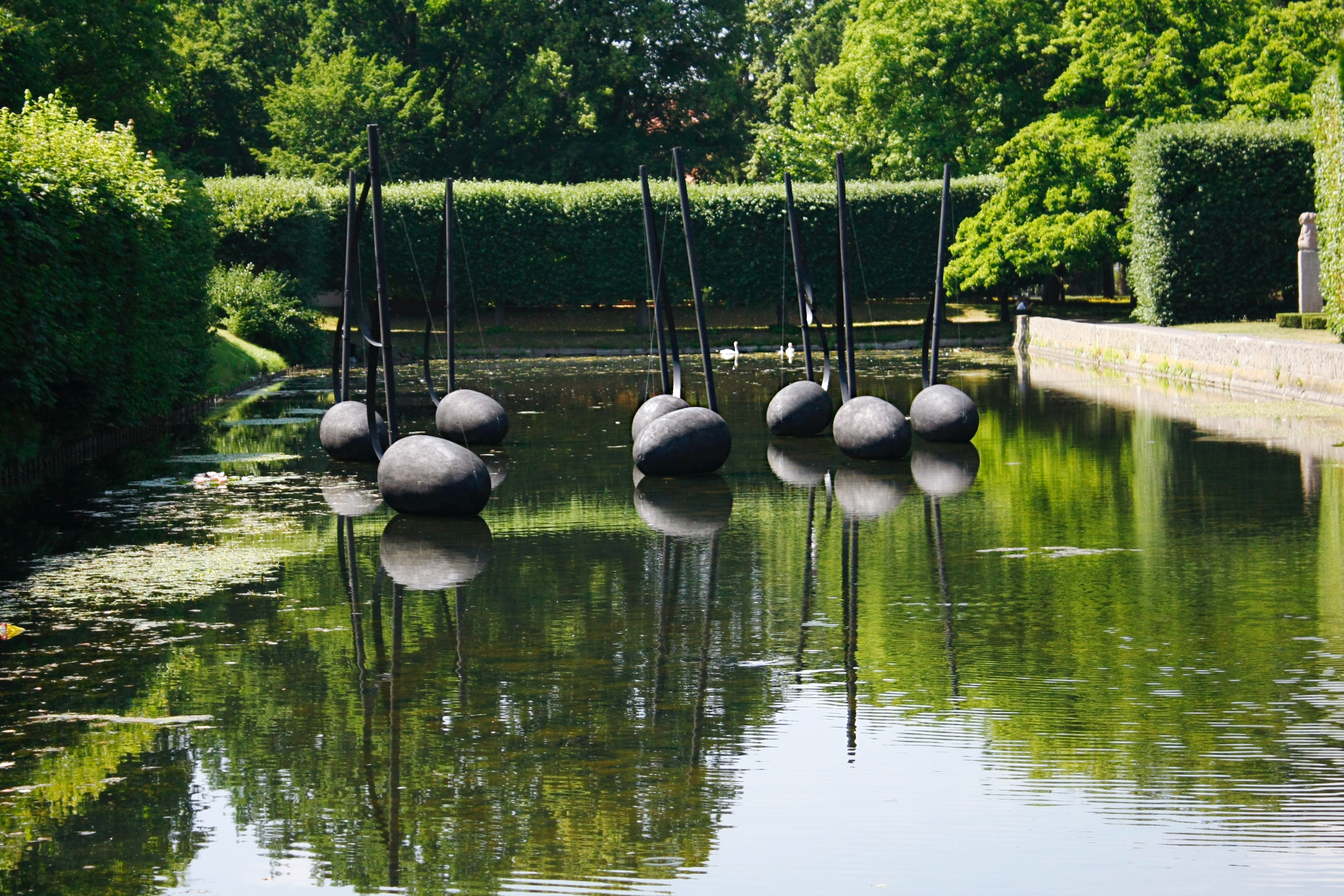
Instalacja na stawie w Parku Oliwskim

Rok Chopinowski – obchody upamiętniające Fryderyka Chopina w Polsce.

## Rok Chopinowski 1960
Z okazji 150-lecia urodzin Fryderyka Chopina uchwałą Rady Państwa z 8 maja 1958 rok 1960 został ogłoszony Rokiem Chopinowskim; został powołany Komitet Roku Chopinowskiego, którego przewodniczącym został Leon Kruczkowski.

## Rok Chopinowski 2010
Rok jubileuszu 200-lecia urodzin Fryderyka Chopina w 2010, ustanowiony zarówno uchwałą Sejmu RP z 9 maja 2008, jak i uchwałą Senatu RP z 7 października 2009. Z okazji jubileuszu w wielu miastach Polski instytucje państwowe i samorządowe, uczelnie, fundacje i stowarzyszenia zorganizowały wiele imprez kulturalnych. W szczególności w Warszawie odbywały się koncerty, festiwale i wydarzenia artystyczne upowszechniające twórczość kompozytora. Władze stolicy podjęły działania promocyjne, przypominające że muzyk mieszkał w Warszawie od 7. miesiąca do 20. roku życia.
Muzea:
- otwarcie po modernizacji Muzeum Fryderyka Chopina w Zamku Ostrogskich

Kongresy, cykle imprez:
- III Międzynarodowy Kongres Chopin 1810-2010 Idee – Interpretacje – Oddziaływania
- Rok Chopina na Uniwersytecie Warszawskim - wystawy, koncerty, imprezy plenerowe, wykłady
- VIII Chopiniana - Dni Chopina w Warszawie

Wydarzenia muzyczne, festiwale, koncerty:
- XVI Międzynarodowy Konkurs Pianistyczny im. Fryderyka Chopina
- balet Chopin w Teatrze Wielkim (libretto Antoniego Libery, choreografia Patrice'a Barta)
- VI Międzynarodowy Festiwal Muzyczny Chopin i jego Europa - koncerty, recitale
- festiwal folkowy Wszystkie Mazurki Świata
- festiwal La Folle Journée de Varsovie – Chopin Open poświęcony Chopinowi i jego przyjaciołom - finał w Teatrze Wielkim
- XV Międzynarodowy Festiwal Pianistyczny Floralia Muzyczne – Muzyka w Kwiatach – Chopin i Jego Przyjaciele – cykl koncertów
- Francophonic Festival Chopin inspire Gainsbourg
- koncerty w bazylice św. Krzyża – Serce Chopina
- cykl jubileuszowych koncertów w Filharmonii Narodowej (występowali m.in. Daniel Barenboim, Piotr Anderszewski, Leif Ove Andsnes, Rafał Blechacz, Đặng Thái Sơn, Jewgienij Kisin, Garrick Ohlsson, Janusz Olejniczak, Murray Perahia i Ivo Pogorelić)
- cykl koncertów w przestrzeni miejskiej Chopin na Krakowskim Przedmieściu
- cykl koncertów Chopin. Muzyka. Listy
- koncert z okazji Święta Niepodległości Dotknij Niepodległości
- koncerty w Łazienkach Królewskich
- koncerty słowno-muzyczne w Podchorążówce (Salon Pamiątek Ignacego Jana Paderewskiego) w Łazienkach
- koncerty plenerowe Chopinomania (w Warszawie, Krakowie i Sopocie)
- koncerty Uniwersytetu Muzycznego Fryderyka Chopina
- Najdłuższe urodziny – najdłuższy koncert muzyki Chopina grany przez młodych muzyków
- projekt muzyczny Polscy Artyści Chopinowi Zagrali - utwory muzyki elektronicznej (IDM, ambient, breakcore i experimental) nawiązujące do twórczości Chopina
- piknik muzyczny Chopinowski Dzień Dziecka w Ogrodzie Saskim
- Chopiniada – miniatury chopinowskie
- elementy Chopinowskie na festiwalu Warszawska Jesień
- Chopin Dance Project – międzynarodowe spotkania teatrów tańca
- I Festiwal młodych kompozytorów Chopin. Transgresje

Wydarzenia artystyczne, wystawy, instalacje:
- wernisaż prac grafika Osvalda Klappera Chopin w Czechach na wesoło na Lotnisku Chopina
- koncert promocyjny i wystawa Wydania Narodowego Dzieł Chopina
- tulipany holenderskie Preludium Chopina w Łazienkach Królewskich
- festiwal teatralny Warszawa Centralna – Migracje
- festiwal Street Art Doping – malowanie m.in. murali chopinowskich
- fortepian na placu Zamkowym połączony z zamkową wieżą kilkoma długimi metalowymi strunami, które przewodziły do strun instrumentu drgania brzmień z nagrań Chopina odtwarzanych w wieży
- instalacja Mapping Chopin Pawła Janickiego
- instalacja Jarosława Kapuścińskiego Gdzie jest Chopin?
- instalacja Nuty Ewy Wesołowskiej na stawie w Parku Oliwskim w Gdańsku
- konkurs i wystawa plakatów Fryderyku! Wróć do Warszawy!
- konkurs na spoty zachęcające obcokrajowców do odwiedzenia stolicy w Roku Chopinowskim Visit Chopin in Warsaw na portalu MillionYou.com
- gra chopinowska online[7]
- tramwaj chopinowski kursujący od czerwca do września, wewnątrz wyeksponowano 36 plakatów z konkursu Fryderyku! Wróć do Warszawy!, a pasażerowie mogli posłuchać muzyki Chopina w wykonaniu pianisty Krzysztofa Trzaskowskiego odtwarzanej z mp3
- miejska impreza sylwestrowa z elementami chopinowskimi
- koncert fortepianowy muzyki Chopina Flower by Kenzo
- Viva Comet Awards – oprawa muzyczna z fragmentów utworów Chopina, specjalny utwór dedykowany Chopinowi
- Noc Muzeów w Warszawie – w ramach imprezy odbyły się: Noc z Chopinem – spektakl teatru ulicznego AKT, cykl nocnych koncertów Czekamy na Chopina, Koncert f-moll dla Ciebie
- Urodziny Chopina – plebiscyt internetowy z wiedzy o Fryderyku Chopinie
- wystawa Fortepian Chopina
- wystawa w Muzeum Karykatury
- wystawa Uniwersytet w czasach Chopina

Turystyka, miejsca związane z Chopinem:
- Miejski System Informacji uzupełniono o elementy wskazujące obiekty związane z Fryderykiem Chopinem
- specjalne oznakowanie Lotniska Chopina jako lotniska w mieście kompozytora
- 15 multimedialnych ławeczek w miejscach na Trakcie Królewskim związanych z Fryderykiem Chopinem, odgrywających fragmenty jego kompozycji
- murale: pl. Defilad (realizacja: Elomelo, Chazme i Sepe), 3 murale w rejonie Zamku Ostrogskich i ul. Tamka (Bartek Leśniewski)
- przejście przez jezdnię (zebra) z motywem klawiatury – wbrew wcześniejszym zapowiedziom zrealizowano tylko jedno takie przejście - na ul. Emilii Plater w sąsiedztwie Pałacu Kultury i Nauki i Złotych Tarasów
- audioprzewodnik mp3 Warszawa Chopina, umożliwiający turystom spacer łączący 14 miejsc w przestrzeni miasta, związanych z życiem artysty, opracowany w 8 językach (angielskim, niemieckim, francuskim, japońskim, rosyjskim, chińskim, hiszpańskim i polskim) - dostępny na rozdawanych płytach CD oraz na stronie internetowej[7]
- książka Warszawa Fryderyka Chopina[7]
- aplikacja na telefony komórkowe, zawierająca przewodnik po miejscach związanych z życiem kompozytora, podstawowe informacje turystyczne o mieście, muzykę Chopina, mapkę miejsc chopinowskich, kalendarz wydarzeń, dzwonki chopinowskie na komórkę
- restauracja Honoratka (ul. Miodowa 14) - wnętrze zrekonstruowane w klimacie epoki, menu z potrawami z czasów Chopina

Kinematografia:
- film promujący miasto Warszawa Chopina (reżyseria Kordian Piwowarski) w 8 wersjach językowych[7]
- przegląd filmowych biografii kompozytora w kinie Iluzjon
- pokaz filmu Miłość i łzy Chopina

Gadżety:
- ceramiczny nos Chopina odlany z rzeźby kompozytora z Łazienek Królewskich (autorstwa Roberta Pludry)
- biało-czerwone lizaki w kształcie głowy Chopina
- znaczki w kształcie głowy pianisty autorstwa Lucyny Lubińskiej
- znaczki Cho-Pins w kształcie konturu Polski z napisem I love Chopin
- rękawiczki z klawiszami zamiast palców
- szmaciane przytulanki Chopin
- lodówki Coca-Coli z wizerunkiem Chopina ustawione przy kioskach w całym mieście
- w roku 2010 każde narodzone dziecko meldowane w Warszawie otrzymywało okolicznościowe chopinowskie ubranko (body)

Artykuły luksusowe:
- biżuteria Mankiety (autorstwa Małgorzaty Matuszewskiej) - I miejsce w konkursie "Chopin - kształt Muzyki"
- bransolety ozdobione nutami
- alkohole: luksusowa seria Preludium, Sonata, Scherzo
- czekoladki: bombonierka Wedla